# Église du Sacré-Cœur de The Bottom
L'église du Sacré-Cœur (en néerlandais : Heilige Hart Kerk) est une église catholique située à The Bottom, à Saba, dans les Antilles néerlandaises.

## Historique
Elle a été fondée en 1877 et officiellement consacrée le 19 mars 1935 par le prêtre Norbertus Groen.